# Taurasi
Taurasi ist eine italienische Gemeinde mit 2122 Einwohnern (Stand 31. Dezember 2023) in der Provinz Avellino, Kampanien. Die insgesamt 14 km² große Gemeinde liegt auf einer Höhe von 398 m s.l.m. Die Gemeinde ist namensgebend für den DOCG Rotwein Taurasi.

## Verkehr
Der Haltepunkt Taurasi liegt südlich des Ortes an der im Personenverkehr nicht mehr bedienten Bahnstrecke Avellino–Rocchetta Sant’Antonio.